# Татьюган (приток Назыма)
Татьюган (устар. Тать-Юган) — река в России, протекает по территории Ханты-Мансийского района. Устье реки находится в 266 км по правому берегу реки Назым. Длина реки — 78 км, площадь водосборного бассейна — 658 км².

## Притоки
- 28 км: Ханспъёган
- 35 км: река без названия
- 46 км: Ай-Южингъюган
- 52 км: Ун-Южингъюган
- 61 км: Татьюганъёгарт
- 63 км: Юкерлыюган

## Данные водного реестра
По данным государственного водного реестра России относится к Верхнеобскому бассейновому округу, водохозяйственный участок реки — Обь от города Нефтеюганск до впадения реки Иртыш, речной подбассейн реки — Обь ниже Ваха до впадения Иртыша. Речной бассейн реки — (Верхняя) Обь до впадения Иртыша.